# Eois mexicaria
Eois mexicaria är en fjärilsart som beskrevs av Walker 1866. Eois mexicaria ingår i släktet Eois och familjen mätare. Inga underarter finns listade i Catalogue of Life.